# جاك مكلارين
جاك مكلارين (بالإنجليزية: Jack McLaren)‏ (13 أكتوبر 1884 في أستراليا - 16 مايو 1954، برايتون في المملكة المتحدة)؛ روائي أسترالي.

## روابط خارجية
- جاك مكلارين على موقع الموسوعة البريطانية (الإنجليزية)